# COSMOS vs ALIEN
「COSMOS vs ALIEN」（コスモス・ブイエス・エイリアン）は、やくしまるえつこの3枚目のシングル。2010年11月17日にスターチャイルドから発売された。

## 概要
表題曲「COSMOS vs ALIEN」は、テレビアニメ『荒川アンダー ザ ブリッジ×2』のオープニングテーマとして起用された。坂本龍一、鈴木慶一（ムーンライダーズ）、BOSE（スチャダラパー）、吉田アミ、新房昭之、中村光らが賛辞を寄せている。
前作「ヴィーナスとジーザス」と同様、ジャケットイラストはやくしまるえつこと中村光によるコラボレーション、デザインはGROOVISIONSが担当している。

## 収録曲
| 全作詞・作曲: ティカ・α。 |                                                                                   |           |            |          |      |
| #                         | タイトル                                                                          | 作詞      | 作曲・編曲 | 編曲     | 時間 |
| 1.                        | 「COSMOS vs ALIEN」(テレビアニメ『荒川アンダー ザ ブリッジ×2』オープニングテーマ) | ティカ・α | ティカ・α  | 近藤研二 | 3:38 |
| 2.                        | 「なんちゃって・ザ・ワールド」                                                    | ティカ・α | ティカ・α  | Jimanica | 5:11 |
| 3.                        | 「ウールはゆっくり夢を見るか?」                                                   | ティカ・α | ティカ・α  | Jimanica | 4:53 |
| 合計時間:                 | 合計時間:                                                                         | 合計時間: | 13:48      |          |      |